# Uniqa
 (décembre 2022).
Uniqa Insurance Group AG (appelée « UNIQA ») est une compagnie d'assurance autrichienne qui offre une large gamme de produits et de services d'assurance (assurance vie, maladie, retraite...).
Uniqa est l'un des plus grands groupes d'assurance en Autriche, en Europe centrale et en Europe de l'Est, son marché principal. La compagnie est également présente en Asie et au Moyen-Orient. Elle opère dans 22 pays différents et enregistre environ 10,5 millions de clients.
Son siège social est situé dans la Uniqa Tower à ⁣⁣Vienne⁣⁣, ⁣près de la Bourse de Vienne, l'une des plus vieilles Bourses du monde (1771).

## Historique
En 1965, Uniqa s'implante en Italie.
À partir de 2008, Uniqa commence à opérer en Roumanie. À partir de 2011, le groupe choisit de concentrer ses marchés sur l'Autriche, l'Europe centrale et de l'est.
Début 2017, Uniqa cède ses filiales italiennes. En juillet 2018, la Raiffeisen Bank choisit de céder 17,6% des 26,2% qu'elle détient dans Uniqa à une fondation composée de dirigeants d'Uniqa. En février 2020, le groupe Axa cède ses activités en Pologne, République tchèque et Slovaquie à Uniqa pour 1 milliard d'euros.

## Sponsoring
De 2017 à 2022, Uniqa sponsorise la Coupe d'Autriche de football qui devient alors la Coupe ÖFB Uniqa.